# Laloides productus
Laloides productus là một loài ruồi trong họ Asilidae. Laloides productus được Walker miêu tả năm 1857. Loài này phân bố ở miền Ấn Độ - Mã Lai.